# Trüllikon
Trüllikon es una comuna suiza del cantón de Zúrich, situada en el distrito de Andelfingen. Limita al norte con la comuna de Laufen-Uhwiesen, al noreste con Schlatt (TG), al este con Truttikon, al sur con Ossingen y Kleinandelfingen, al suroeste con Marthalen, y al oeste con Benken.